# 九龍東軍營

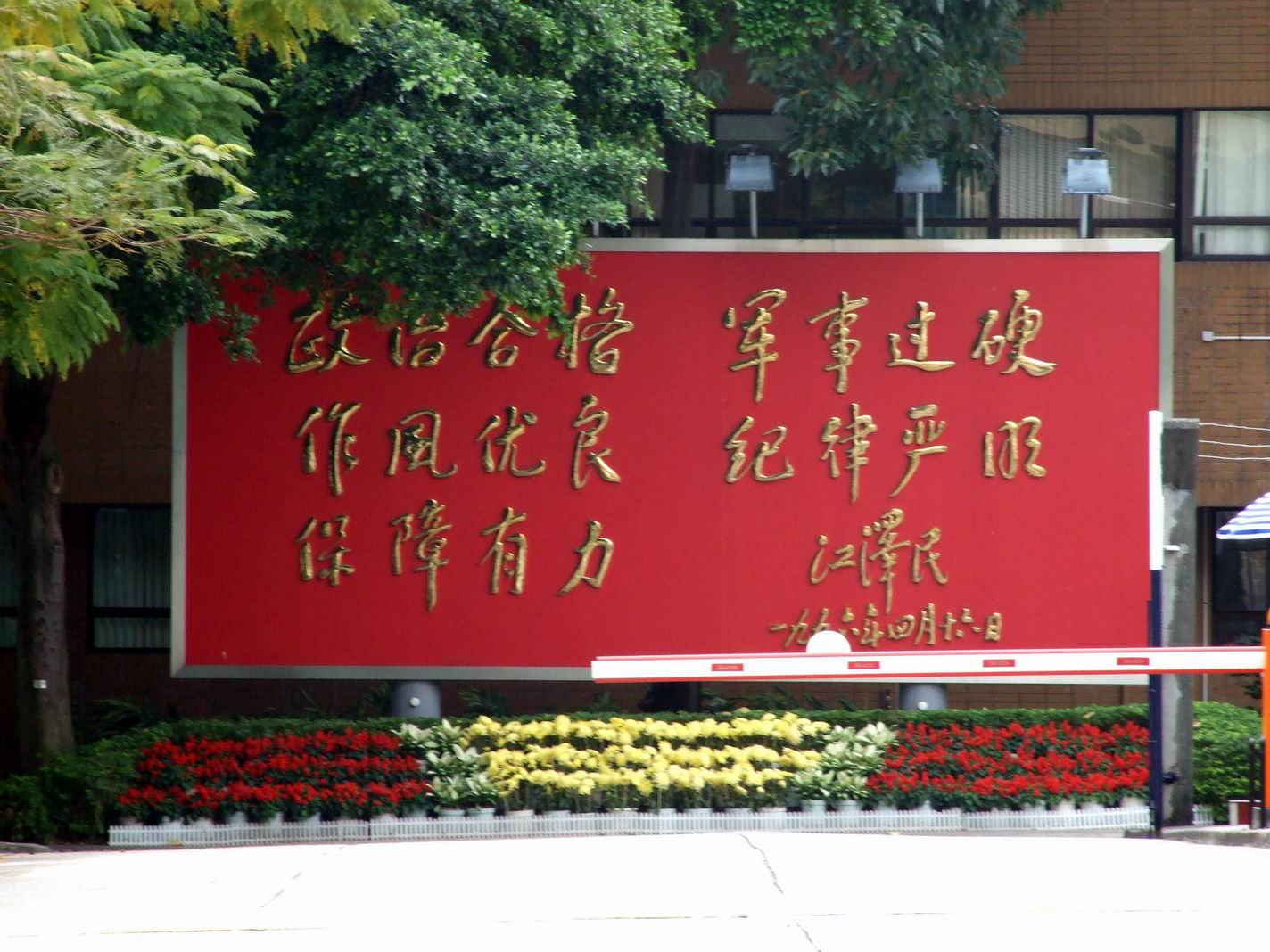
解放軍九龍仔軍營舊江澤民訓示

九龍東軍營（英語：Kowloon East Barracks），俗稱九龍塘軍營、 九龍仔軍營，舊稱奧士本軍營或奧斯本軍營（Osborn Barracks），是中國人民解放軍駐香港部隊其中的一座軍營，位於香港九龍九龍仔的一個軍營。現時的範圍南至新德園平房區，北至聯合道，東起聯福道，西抵窩打老道。現時該軍營由駐港解放軍駐守。

## 歷史
早於1930年代，政府已計畫於九龍仔及鴨仔湖興建兵房。
九龍東軍營是駐港英軍在二戰後的1945年設立的軍營，為了紀念在香港保衛戰期間，在手榴彈戰中，以身體覆蓋日軍手榴彈保護同僚壯烈犧牲的加拿大溫尼伯營軍士長約翰·羅伯特·奧士本，軍營被命名為「奧士本軍營」。
此軍營南側原先建有60座營房，供駐港英國皇家空軍人員入住。至1978年，上述軍人宿舍正式停用並移交政府，曾一度用作高級公務員宿舍；然而，因入住人數太少，該部分軍營改為住宅地推出拍賣，最終重建為私人屋苑新德園。
於1985-90年間，由於浸會學院重建的緣故，部分已停用並移交予政府物料供應處的軍營營房，曾撥作該校的臨時校舍。至1990年，政府正式向該校撥給奧士本軍營位於聯福道以東的地段，興建逸夫校園、聯校運動中心及部份浸會大學道校園。該校校方曾爭取將軍營其餘用地撥作大學發展，但一直未被接納，香港主權移交後軍營由駐港解放軍繼續駐守。

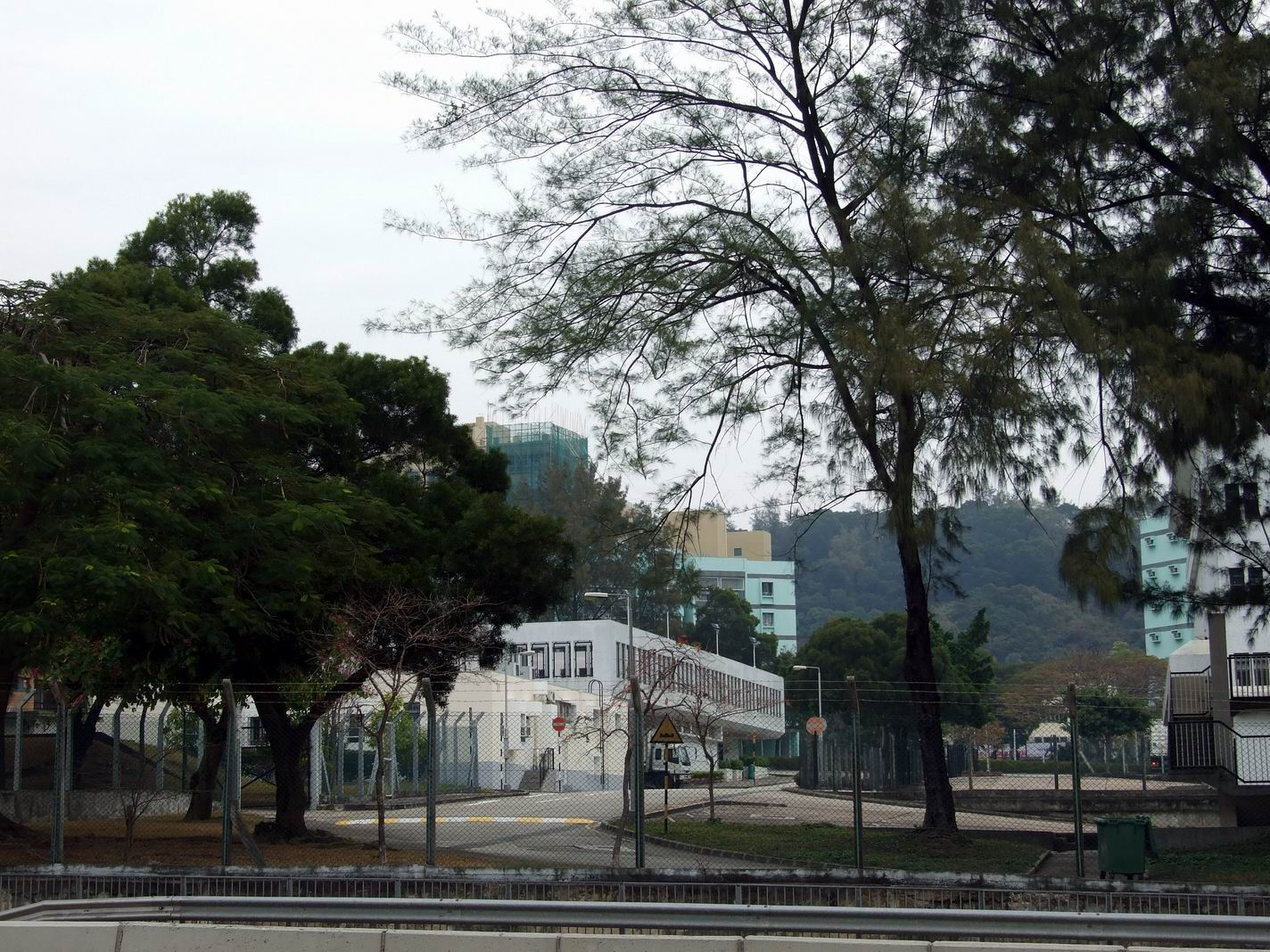
九龍東軍營
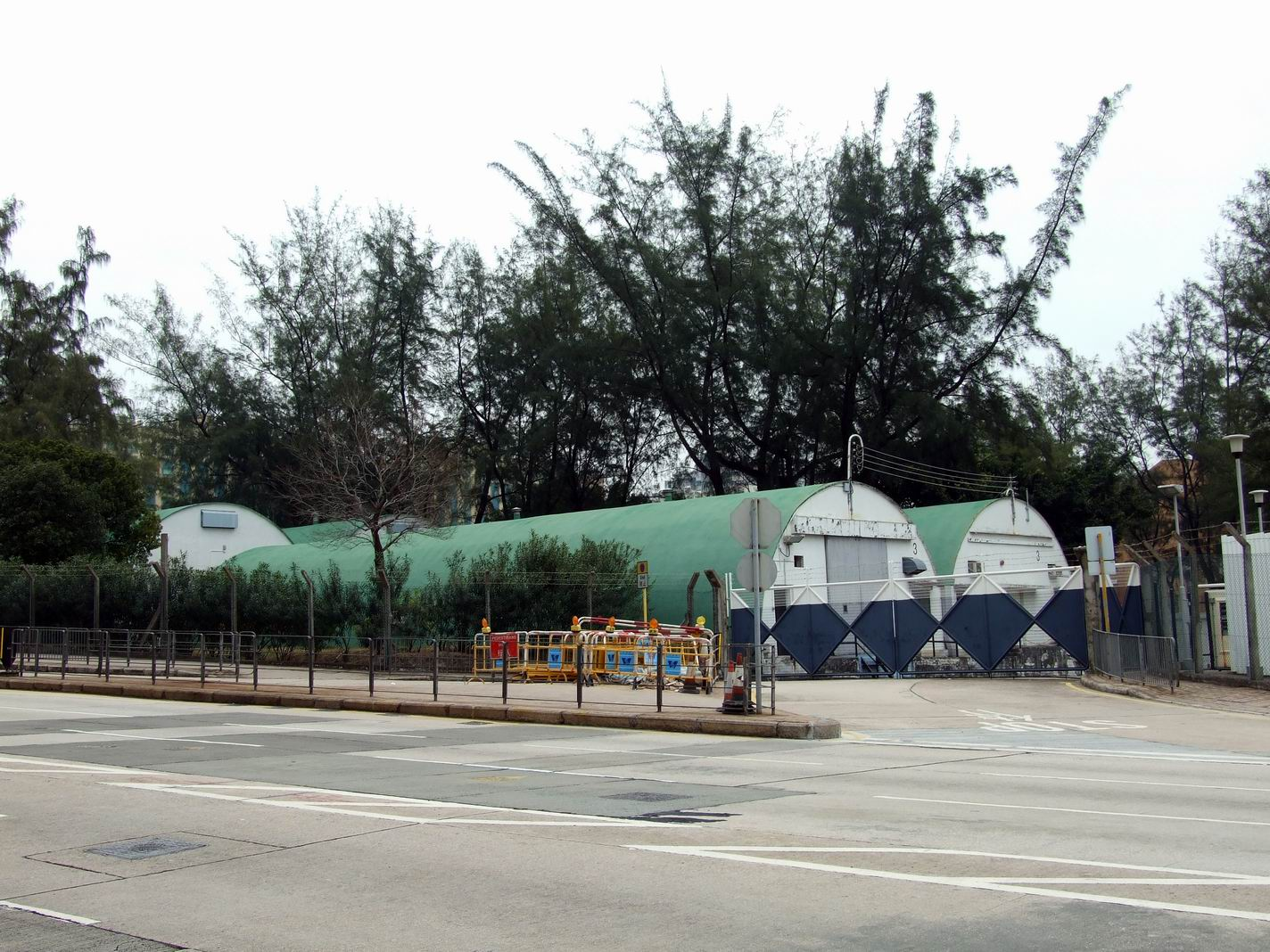
九龍東軍營聯合道入口
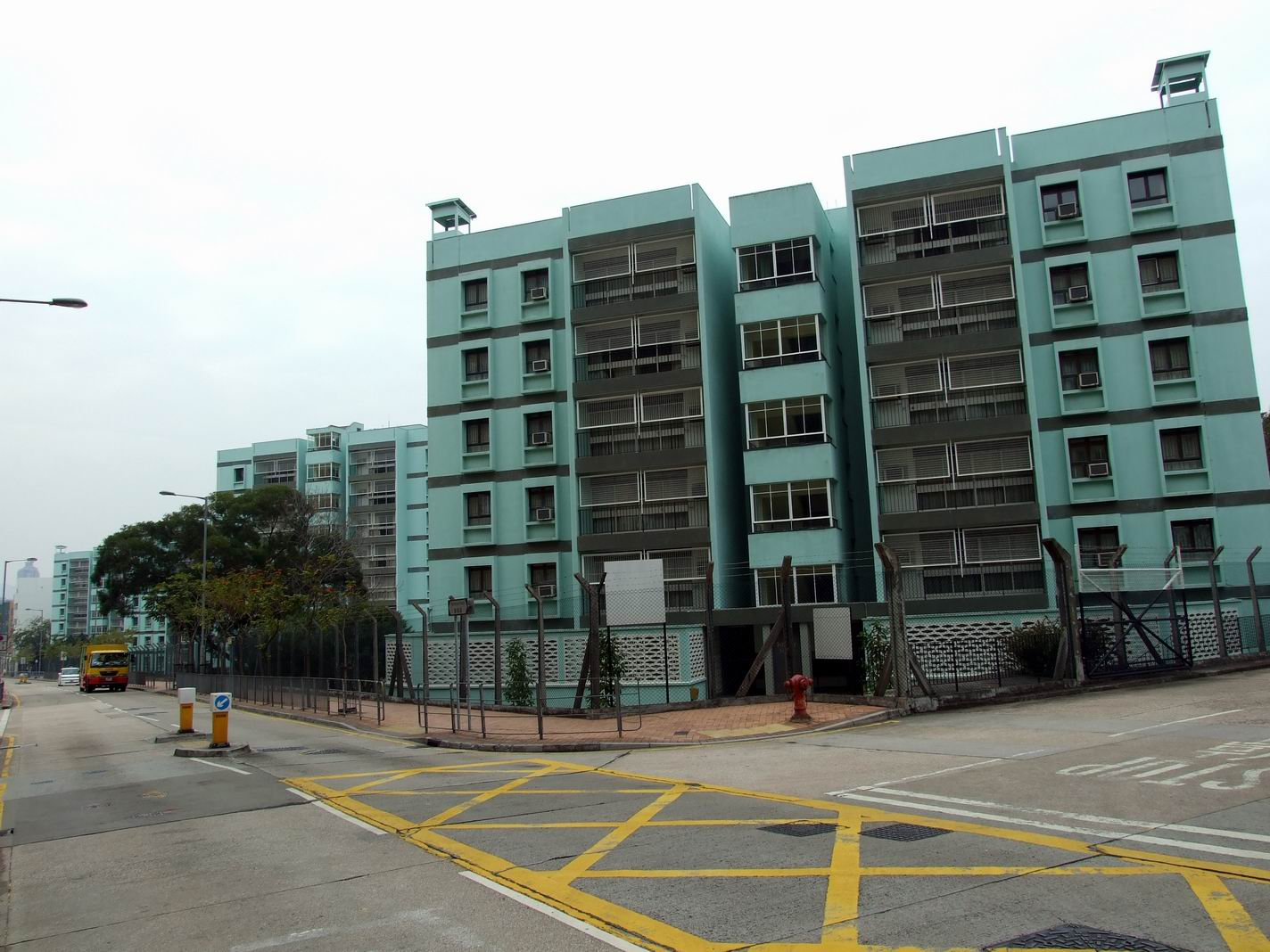
聯福道旁的宿舍

## 阻隔行人問題
由於這個軍營的阻隔，令來往港鐵九龍塘站與聯福道一帶（香港浸會大學及前香港專業教育學院李惠利分校等地）頗為不便，行人需繞經聯合道或禧福道。雖然有九龍城區議會區議員提議興建跨越軍營的行人通道連接窩打老道及聯福道，但運輸署認為礙於現場的環境因素，此建議並不可行。

## 浸大校門前設監控鏡頭事件
軍營鄰近香港浸會大學。有學生發現自2019年9月29日起，解放軍於師生往來校園的聯福道、禧福道及聯合道外圍增設多部監控鏡頭，令人擔心私隱遭侵犯。浸大部分學生擔心有關鏡頭具人臉辨識功能，而且雖然有學生在10月曾去信校方就事件表達憂慮，但一直未有回覆。